# Beit Khallaf
Beit Khallaf est un petit village situé à dix kilomètres à l'ouest de Girga en Moyenne-Égypte.
Beit Khallaf fait partie de la zone connue sous le nom de ligne Hajer, qui est composée de trois autres villages : Beit Allam, Beit Khuraybi, et Beit Dawud Sahl. En 2006, la population totale du village s'élevait à 10 895 personnes. La région compte plusieurs mastabas et sites funéraires et est régie par le ministère égyptien des Antiquités en tant que site archéologique ancien.
C'est à proximité qu'un cimetière de la IIIe dynastie (-2650/-2375) a été mis au jour comprenant notamment deux grands mastabas de briques crues baptisés mastaba « K1 » et « K2 ».
K1 est le plus grand et a produit des restes datant du roi Djéser. Il a été fouillé en 1900-1902. De mesures impressionnantes, 86 × 45 × 9 (11) mètres, sa base est en pierre dure avec une sous-structure descendant à 19 mètres de profondeur. Un énorme remplissage fait de sable de briques et de pierres maintenu entre un mur externe épais de deux mètres et ceux élevés autour des puits et des angles de la structure. La chambre funéraire a conservé quelques ossements d'un homme et des centaines de vaisselles d'offrandes trouvées dans l'escalier d'accès aux appartements souterrains qui a été bloqué par une maçonnerie faite avec de la boue du Nil et des herses de pierres.
Les méthodes modernes archéologiques et les dernières études donnent de nouveaux faits de ce monument unique.

## Fouilles
Au cours de la saison de fouilles 1900-1901 en Égypte, John Garstang a examiné des sites au nord d'Abydos pour le compte de l'Egyptian Research Account, couvrant les terres entre les villages d'Alawniyeh et de Beit Khallaf, y compris les établissements modernes d'El Mahasna (Al Maḩāsinah), Beit Allam, Maslahet-Harun et Ilg. Le camp de l'expédition était basé près du village fortifié de Maslahet-Harun, au sud d'El Mahasna. Entre les villages d'Alawniyeh et de Beit Allam, ils ont découvert les traces d'un cimetière préhistorique (site L) qui avait été presque entièrement pillé. Entre Maslahet Harum et El Mahasna, ils ont fouillé le site d'un établissement préhistorique (site M S) et une nécropole (site M). Ils ont également examiné un site voisin (site N) contenant des sépultures datant de la même période.
À la fin du mois de janvier 1901, il a été décidé d'étudier une grande structure en briques dressée dans le désert près du village de Beit Khallaf (site K), que Garstang a découvert comme étant le site de plusieurs tombes mastaba datant de la IIIe dynastie. Sur la base d'une empreinte de sceau découverte dans la tombe K1 et portant le nom du roi Netjerkhet (Nom d'Horus de Djéser), Garstang pensait que la tombe était le lieu de sépulture du roi (bien qu'on pense généralement qu'il ait été enterré dans la pyramide à degrés de la nécropole de Saqqarah), mais on pense aujourd'hui qu'il s'agit plus probablement de tombes privées de la même période. Une autre inscription découverte dans la tombe K2 a conduit Garstang à supposer qu'il s'agissait de la tombe de Sanakht, considéré comme le prédécesseur de Djéser. Garstang a également découvert sur le site des tombes plus petites qu'il pense être les tombes de serviteurs de Djéser.

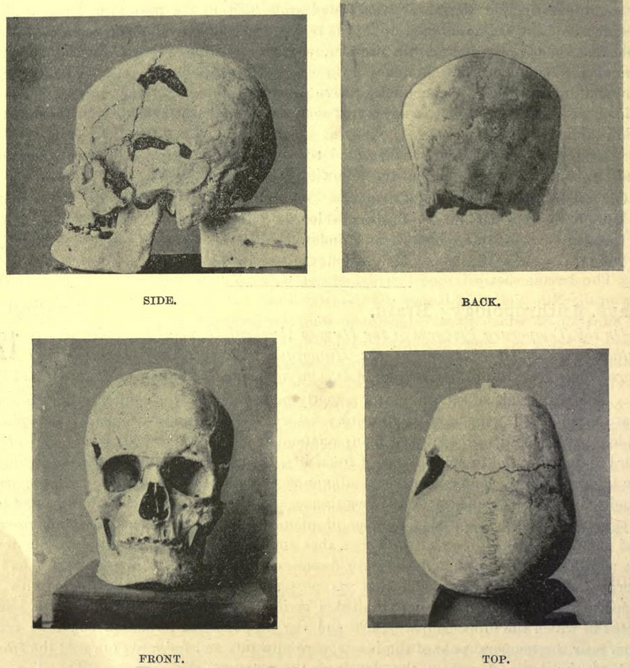
Crâne possible du pharaon Sanakht provenant du mastaba K2 à Beit Khallaf.

La plus grande tombe, K1, s'élève à huit mètres au-dessus du désert et couvre une superficie de plus de 3 800 mètres carrés. Un mur extérieur de deux mètres d'épaisseur retient le remplissage de sable et de pierres et d'énormes maçonneries sont réalisées autour des fosses et des coins. Le puits funéraire se trouve à vingt-cinq mètres sous la surface, au bas d'un escalier qui était bloqué par six pierres massives. Le plafond au-dessus de l'escalier était construit de voûtes en berceau descendantes soutenues par des arcs en briques crues et sont considérées comme les plus anciennes voûtes connues en Égypte. Près de huit-cents vases cylindriques en albâtre ont été retirés de l'escalier, dont certains avec des bouchons en terre scellés au nom de « Netjerkhet » (Djéser). La chambre funéraire comprenait dix-huit chambres sortant d'un passage central. Malheureusement, la sépulture a été perturbée par des pilleurs de tombes qui avaient creusé un petit trou sous le mastaba, et les ossements étaient éparpillés et les vases à offrandes étaient « éparpillés dans la confusion ». La deuxième plus grande tombe, K2, était de conception similaire à K1, contenait des restes humains et un petit fragment inscrit au nom de « Sȝ-nḫt » (Sanakht).